# Anschlag (Mechanik)

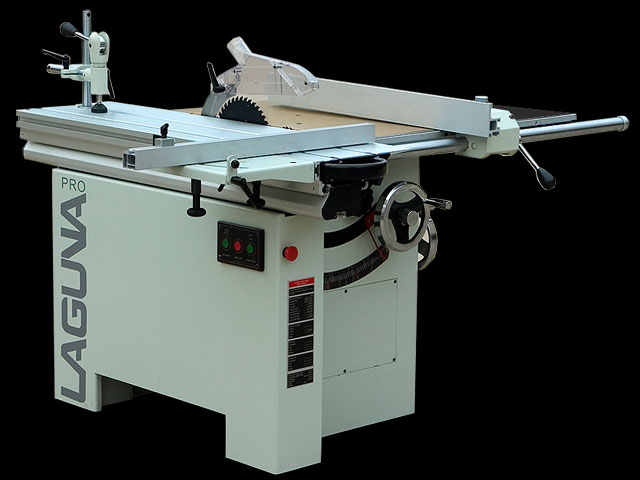
Tischkreissäge mit Queranschlag auf einem Schlitten und Parallelanschlag rechts auf dem Werkzeugtisch

Ein Anschlag ist der gewollte Endpunkt der Bewegungsbahn eines Körpers.  Der Körper "schlägt" an dieser Stelle an einen anderen Körper – ein selbst als Anschlag bezeichnetes körperliches Hindernis – "an". Beide Körper zusammen bilden die Hälfte eines Formschlusses, d. h., dass der anschlagende Körper den Anschlag in Gegenrichtung wieder verlassen kann.
Anschläge findet man in verschiedensten beweglichen mechanischen Gebilden: Rahmen für Tore, Türen, und Fenster, Anschläge für Laufkatzen und Ausleger von Kranen, Prellböcke für Fahrzeuge, Anlage einer Schienenzunge an einer Backenschiene in einer Schienenweiche u. v. a. Der Anschlag ist fest eingerichtet, kann aber auch verstellbar sein wie z. B. oft an Werkzeugmaschinen. An einer Drehmaschine wird der Antrieb für den Vorschub des Werkzeugschlittens bei Erreichen des eingestellten Anschlages automatisch unterbunden. An Tischkreissägen stellt man die vorgesehene Schnittbreite am Parallelanschlag ein, zum Ablängen von Werkstücken wird in der Regel der Queranschlag verwendet. Für Gehrungsschnitte ist der Queranschlag winkelverstellbar.
Zu Maschinen und Geräten zusammengebaute Teile sind oft mit Anschlägen versehen, mit deren Hilfe sie gegeneinander positioniert werden. Andererseits werden über die Anschlagflächen die bei Gebrauch auftretenden Kräfte übertragen. Ein Beispiel ist eine Verdickung  (Bund) an einer Welle, gegen die ein Rad aufgeschoben wird und über die eine zwischen Welle und Rad wirkende axiale Kraft übertragen wird. Eine Schraube wird meistens in ein Teil eingedreht oder eingesteckt, bis ihr Kopf ringförmig am Teil aufliegt und zwischen beiden eine axiale Kraft übertragen wird.